# Ozothamnus
Ozothamnus är ett släkte av korgblommiga växter. Ozothamnus ingår i familjen korgblommiga växter.

## Bildgalleri

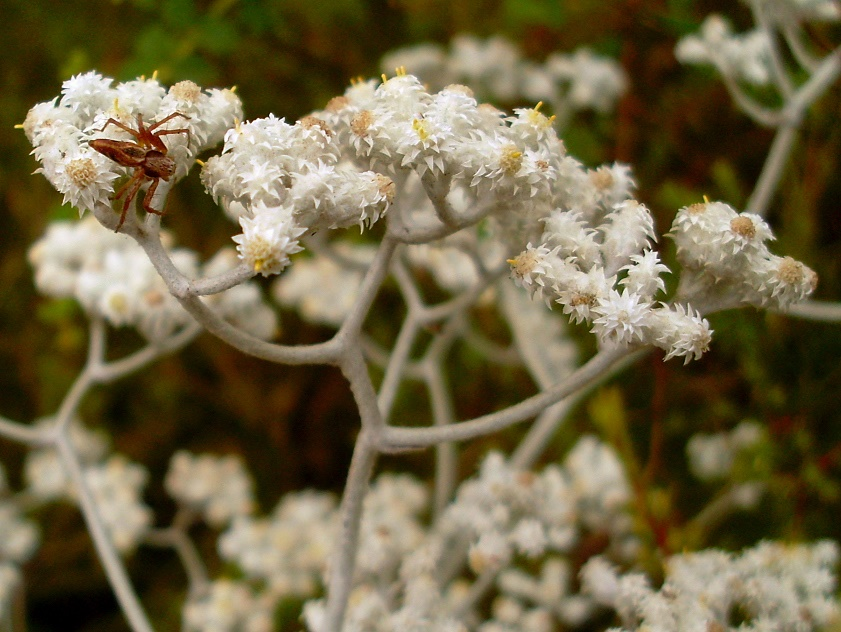
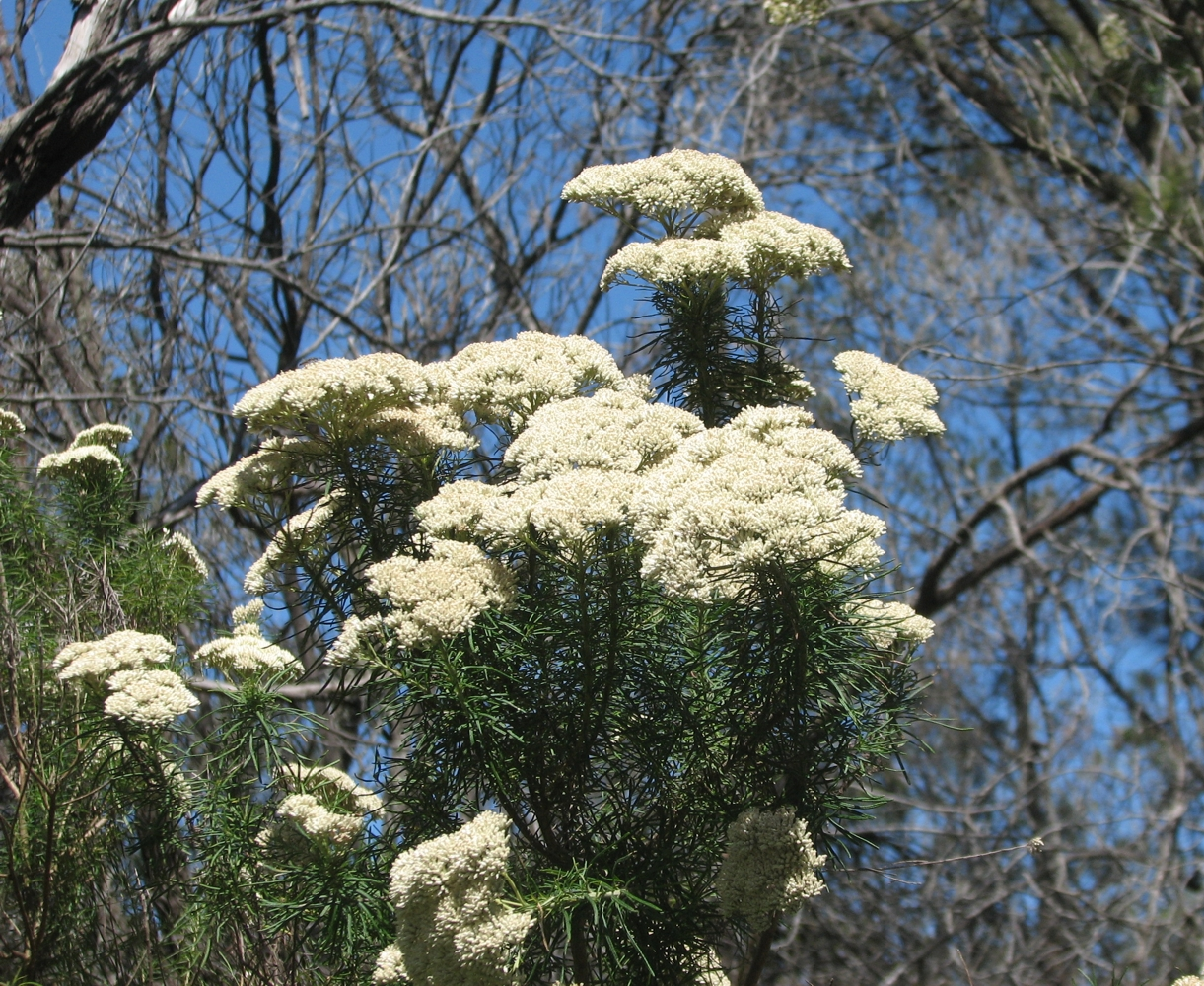

## Dottertaxa tillOzothamnus, i alfabetisk ordning[1]
- Ozothamnus adnatus
- Ozothamnus alpinus
- Ozothamnus argyrophyllus
- Ozothamnus bidwillii
- Ozothamnus cassinioides
- Ozothamnus cassiope
- Ozothamnus cinerea
- Ozothamnus conditus
- Ozothamnus cordatus
- Ozothamnus cuneifolius
- Ozothamnus decurrens
- Ozothamnus dendroideus
- Ozothamnus diosmifolius
- Ozothamnus diotophyllus
- Ozothamnus eriocephalus
- Ozothamnus hookeri
- Ozothamnus kempei
- Ozothamnus ledifolius
- Ozothamnus lepidophyllus
- Ozothamnus lycopodioides
- Ozothamnus obcordatus
- Ozothamnus obovatus
- Ozothamnus occidentalis
- Ozothamnus pholidotus
- Ozothamnus pinifolius
- Ozothamnus ramosus
- Ozothamnus reticulatus
- Ozothamnus retusus
- Ozothamnus rodwayi
- Ozothamnus rogersianus
- Ozothamnus rosmarinifolius
- Ozothamnus rufescens
- Ozothamnus scaber
- Ozothamnus scutellifolius
- Ozothamnus secundiflorus
- Ozothamnus selaginoides
- Ozothamnus stirlingii
- Ozothamnus tesselatus
- Ozothamnus thyrsoideus
- Ozothamnus tuckeri
- Ozothamnus turbinatus
- Ozothamnus vagans
- Ozothamnus whitei